# Hadena schawerdae
Hadena schawerdae är en fjärilsart som beskrevs av Krüger 1914. Hadena schawerdae ingår i släktet Hadena och familjen nattflyn, Noctuidae. Inga underarter finns listade i Catalogue of Life.